# 10.2 (son surround)
 (juillet 2025).
Sa qualité peut être largement améliorée en utilisant un vocabulaire plus directement compréhensible.
 (juillet 2025).
La mise en forme du texte ne suit pas les recommandations de Wikipédia : il faut le « wikifier ».
Les points d'amélioration suivants sont les cas les plus fréquents. Le détail des points à revoir est peut-être précisé sur la page de discussion.
- Les titres sont pré-formatés par le logiciel. Ils ne sont ni en capitales, ni en gras.
- Le texte ne doit pas être écrit en capitales (les noms de famille non plus), ni en gras, ni en italique, ni en « petit »…
- Le gras n'est utilisé que pour surligner le titre de l'article dans l'introduction, une seule fois.
- L'italique est rarement utilisé : mots en langue étrangère, titres d'œuvres, noms de bateaux, etc.
- Les citations ne sont pas en italique mais en corps de texte normal. Elles sont entourées par des guillemets français : « et ».
- Les listes à puces sont à éviter, des paragraphes rédigés étant largement préférés. Les tableaux sont à réserver à la présentation de données structurées (résultats, etc.).
- Les appels de note de bas de page (petits chiffres en exposant, introduits par l'outil «  Source ») sont à placer entre la fin de phrase et le point final[comme ça].
- Les liens internes (vers d'autres articles de Wikipédia) sont à choisir avec parcimonie. Créez des liens vers des articles approfondissant le sujet. Les termes génériques sans rapport avec le sujet sont à éviter, ainsi que les répétitions de liens vers un même terme.
- Les liens externes sont à placer uniquement dans une section « Liens externes », à la fin de l'article. Ces liens sont à choisir avec parcimonie suivant les règles définies. Si un lien sert de source à l'article, son insertion dans le texte est à faire par les notes de bas de page.
- La présentation des références doit suivre les conventions bibliographiques. Il est recommandé d'utiliser les modèles {{Ouvrage}}, {{Chapitre}}, {{Article}}, {{Lien web}} et/ou {{Bibliographie}}. Le mode d'édition visuel peut mettre en forme automatiquement les références.
- Insérer une infobox (cadre d'informations à droite) n'est pas obligatoire pour parachever la mise en page.

Pour une aide détaillée, merci de consulter Aide:Wikification.
Si vous pensez que ces points ont été résolus, vous pouvez retirer ce bandeau et améliorer la mise en forme d'un autre article.
10.2 est un format audio surround ou « son multicanal » développé par Tomlinson Holman, fondateur de la société THX, de TMH Labs et enseignant à l' Université de Californie du Sud. 

## Contexte historique
Développé en collaboration avec Chris Kyriakakis de l'USC Viterbi School of Engineering, la dénolination 10.2 fait référence au slogan du format, « Deux fois mieux que 5.1 » mais également à sa configuration composée de 10 canaux audio conventionnels + 2 canaux réservés aux fréquences basses. Toutefois, le format peut compter 14 canaux distincts lorsque les canaux « point surround » gauche et droit sont inclus, s'apparentant à du 12.2. Le 5.1, dénomination qu'il a lui-même inventée en 1987, a été choisie car il s'agit du « nombre minimum de canaux sonores nécessaires pour créer une impression d'espace ». Holman et d'autres affirment que des taux d'échantillonnage plus élevés, de plus en plus utilisés dans l'enregistrement numérique, n'ont pas d'effet perceptible significatif et que la prochaine étape de l'ingénierie du son est d'augmenter le nombre de canaux discrets afin de d'adapter à la perception sonore spatiale de l'homme. En 2015, plusieurs décodeurs, UHD ou processeurs d'expansion virtuelle se sont approchés de nombres aussi grands ou supérieurs à 10.2.

## Configurations des canaux
Le son surround 10.2 ajouterait quatre canaux supplémentaires à la zone d'écoute avant et un seul canal surround par rapport au son surround 5.1. Cela est dût au fait que la perception spatiale humaine du son est bien plus précise à l’avant qu’à l’arrière. De plus, le 10.2 ajoute de la profondeur au champ sonore avec deux des canaux avant qui sont en réalité des canaux verticaux, situés au-dessus de la zone d'écoute à 45 degrés par rapport à l'auditeur. Le manque d’informations verticales a longtemps été considéré comme l’un des plus grands obstacles à une reproduction sonore réaliste, en raison du manque d'espace et du manque de technologie d'enregistrement sonore assez précise. Les systèmes existants tels que Dolby Pro Logic IIz (en) simulent cela avec des canaux de hauteur matriciels, qui sont extraits des sons ambiants des canaux gauche et droit.
Le « .2 » dans 10.2 se réfère au fait qu'un canal d'effets basse fréquence supplémentaire est ajouté, et non pas seulement un deuxième caisson de basses, afin d'améliorer la sensation d'enveloppement. Toutes les basses issues des canaux de gauche sont dirigées vers un canal LFE gauche tandis que les basses issues des canaux de droite sont dirigées vers le canal LFE droit. Les basses des enceintes surround centrale et arrière sont réparties entre les deux caissons de basses.

### 10.2
Les 12 canaux du 10.2 sont :
- Sept canaux avant : Gauche Large, Gauche en hauteur, Gauche, Centre, Droite, Droite en hauteur et Droite Large
- Trois canaux surround : Surround gauche, Surround arrière, Surround droit
- Deux canaux LFE (Low Frequency Effects - Effets de basses fréquences) : LFE gauche et LFE droit

10.2 peut également augmenter les canaux LS (surround gauche) et RS (surround droit) par deux canaux « point surround » qui peuvent mieux manipuler le son, permettant au mixeur de déplacer les sons dans un cercle distinct à 360° autour du spectateur du film. Cela ferait en fait 12.2

### 12.2
Le seul ajout avec le 12.2 par rapport au 10.2 sont les canaux « point surround ». Ces derniers seraient placés aux mêmes angles que les enceintes surround standard à ±120 degrés, mais seraient des radiateurs de diffusion utilisant des enceintes dipôles. Ils émettraient un son qui se refléterait sur les murs avant d'arriver dans la zone d'écoute, ce qui aboutit en un son plus enveloppant. 
Les 14 canaux du 12.2 sont :

Configuration avec canaux surround ponctuels (12.2)

- Sept canaux avant : Gauche Large, Gauche en hauteur, Gauche, Centre, Droit, Droite en hauteur et Droit Large
- Cinq canaux surround : Surround point gauche, Surround direct gauche, Surround arrière, Surround point droit et Surround direct droit
- Deux canaux LFE : LFE gauche, LFE droit

## Installations
Une démonstration d'un système de son surround 10.2 a pris place chez Audyssey à Los Angeles et chez Bjorn's Audio Video à San Antonio, au Texas.
L'Université de New York affirme avoir installé deux systèmes de son surround 10.2 dans son nouveau complexe de technologie musicale de 6,5 millions de dollars à la Steinhardt School. Un dans un studio d'enregistrement et un autre dans une salle de projection,. Des produits sont déjà en vente pour accueillir des systèmes surround 10.2 et faciliter leur pose tels que des prises pour haut-parleurs encastrés.
Le 10.2 n'est pas un format audio adopté par l'industrie cinématographique, et les setups de home cinéma privilégient le 5.1, 6.1 ou 7.1 au 10.2 en raison de sa complexité et de son manque d'amélioration sonore majeure comparé aux autres systèmes de son surround.
Actuellement, il n’existe une norme qu'uniquement pour les configurations surround 5.1. Les configurations 6.1 et 7.1 n'ont pas de véritable norme et ajoutent des canaux à l'arrière au lieu de l'avant, ce qui ne peut être perçu que comme un outil marketing car, du point de vue sonore, l'avant a besoin de plus de canaux. Audyssey a déclaré que l'une des craintes liées à la commercialisation des systèmes 10.2 serait que, ironiquement, la qualité pourrait diminuer au lieu augmenter car les spécialistes du marketing vont faire pression pour maintenir les prix relativement identiques et pour y parvenir avec quatre haut-parleurs supplémentaires et deux caissons de basses, cela risque de faire baisser considérablement la qualité du matériel utilisé.

## Médias
Il n'existe actuellement qu'un seul film disponible utilisant véritablement ce format : un court métrage de 30 minutes intitulé Seven Swans. Le reste des mixages 10.2 ont été créés par Holman et d'autres lors des démonstrations.
Il existe pourtant certains récepteurs qui prétendent avoir « 10.2 canaux » comme le Pioneer Elite SC-09TX mais qui disposent en réalité de plusieurs décodeurs à 6, 7 ou 8 canaux.